# Экис, Людвиг
Людвиг Экис (латыш. Ludvigs Ēķis, 11 сентября 1892 года, Добельская волость, Российская империя — 7 июля 1943 года, Вашингтон, США) — латвийский политик и дипломат, министр финансов Латвии в период с 1934 по 1938 год.

## Биография
Родился в 11 сентября 1892 года в Добельской волости. С 1911 по 1914 год учился экономике в Рижском политехническом институте, был членом студенческого братства Selonija. В 1914 году призван в Русскую императорскую армию, через две недели попал в немецкий плен в Восточной Пруссии, освобожден в июле 1918 года.
В декабре 1918 года вступил в армию временного правительства Латвии, участвовал в борьбе за независимость страны. В 1920 году вышел в отставку и начал работать в министерстве иностранных дел, продолжая с 1920 по 1922 обучение на юридическом факультете Латвийского университета. Работал в представительствах Латвии в Берлине (1922—1923) и Хельсинки (1923—1925), дослужился до должности первого секретаря посольства. После возвращения в Ригу с 1925 по 1928 год возглавлял Административно-протокольный отдел МИД. С января 1928 года работал первым секретарем посольства Латвии в Лондоне, с 1931 по 1934 год руководил Западным отделом МИД.
В 1934 году, после краткого назначения в посольство в Литве, стал министром финансов в правительстве Карлиса Улманиса, пришедшего к власти в результате переворота 15 мая, и занимал этот пост до июня 1938 года. С 18 апреля по 13 июля 1936 года также был министром иностранных дел.
После ухода из правительства служил посланником МИД по особым поручениям, затем в 1938 году возглавил дипломатические представительства в Польше и Венгрии с резиденцией в Варшаве. В сентябре 1939 года вместе с польским руководством эвакуировался в Румынию, где был назначен послом с сохранением должности посла в Венгрии. В апреле 1940 года, продолжая оставаться в Румынии, принял обязанности представителя Латвии в Анкаре.
Выразил протест против вхождения Латвии в состав СССР, 23 июня 1940 года направив по этому вопросу ноты министрам иностранных дел Румынии, а также Венгрии и Турции. 10 августа заявил правительствам Румынии и Латвийской ССР об уходе со своего поста. В январе 1941 года уехал в США, где занял пост советника посольства Латвии в Вашингтоне по финансово-экономическим вопросам. Умер в Вашингтоне.

### Семья
Жена — Альма Леония Анна Эке (урождённая Фурмане, с 1901 года), сын Сигурд-Миервалдис Экис (1922—1981)

## Награды
Награждён Орденом Трёх звезд, Военным орденом Лачплесиса, Орденом Орлиного креста 1 класса (1935), а также наградами Бельгии, Италии, Финляндии и Швеции.

## Публикации
- Ludvigs Ēķis. Latvia. Economic resources and capacities. — Press Bureau of the Latvian Legation, 1943.
- Ludvigs Ēķis. Latvia. Struggle for independence (1942). — Literary Licensing, LLC, 2013. — P. 18. — ISBN 978-1258556235. (первое издание — 1942 год)
- The truth about Bolshevik and Nazi atrocities in Latvia / Compiled by Ludvigs Ekis, etc.. — 1943.